# Tharsis (Huelva)
Tharsis és una localitat del municipi d'Alosno a la província de Huelva (Andalusia). El 2019 tenia 1.727 habitants i forma part de la comarca d'El Andévalo.
Aquest llogaret ha estat durant molts segles una zona minera. De les mines s'extreia, sobretot, pirita per a la fabricació d'àcid sulfúric.
A l'octubre de 2018, aquesta Entitat local autònoma es va constituir com a municipi, però el veïns d'Alosno van recórrer aquesta decisió. Finalment, el Tribunal Superior de Justícia d'Andalusia va suspendre la segregació.